# Ligularia limprichtii
Ligularia limprichtii là một loài thực vật có hoa trong họ Cúc. Loài này được (Diels ex H.Limpr.) Hand.-Mazz. mô tả khoa học đầu tiên năm 1936.